# Joan Bolinches i Gil
Joan Bolinches i Gil   (Ontinyent, 1 de març de 1925 - Ontinyent, 5 de juliol de 2006) fou un futbolista valencià de les dècades de 1940 i 1950.

## Trajectòria
Jugava a la posició de migcampista. El seu joc era de contenció i poc ofensiu. Disputà cinc temporades al CE Alcoià entre 1945 i 1950, tres d'elles a primera divisió. El 1950 fitxà pel RCD Espanyol, romanent al club durant sis temporades, fins al 1956. Jugà un total de 96 partits de lliga a Primera amb l'Espanyol en els quals marcà 3 gols. El 1956 abandonà el club per fitxar per l'Sporting de Gijón, que aquella temporada jugava a Segona. Ascendí a Primera, jugant una temporada més al club asturià, fins al 1958. Acabà la seva etapa futbolística a l'Ontinyent CF l'any 1961.
El seu nebot Fernando Maestre Bolinches també fou un destacat futbolista.